# Sunbeam Tiger
Pour les articles homonymes, voir Sunbeam et Tiger.
La Sunbeam Tiger (tigre) est une voiture de sport roadster à moteur V8, du constructeur automobile anglais Sunbeam, présentée au salon de l'automobile de New York 1964, et commercialisée à 7 085 exemplaires jusqu'en 1967.

## Histoire
La Sunbeam Tiger est une version sportive « muscle car » à moteur V8 Ford, déclinée du roadster anglais Sunbeam Alpine de 1959,,. Elle est conçue par le concessionnaire anglais Sunbeam-Talbot de Bournemouth, avec l'aide du pilote-préparateur américain Carroll Shelby (de l'écurie américaine Shelby American Inc.), pour rivaliser avec des voitures de type Chevrolet Corvette (C2) V8 (1963), ou Ford Mustang I (1964)...

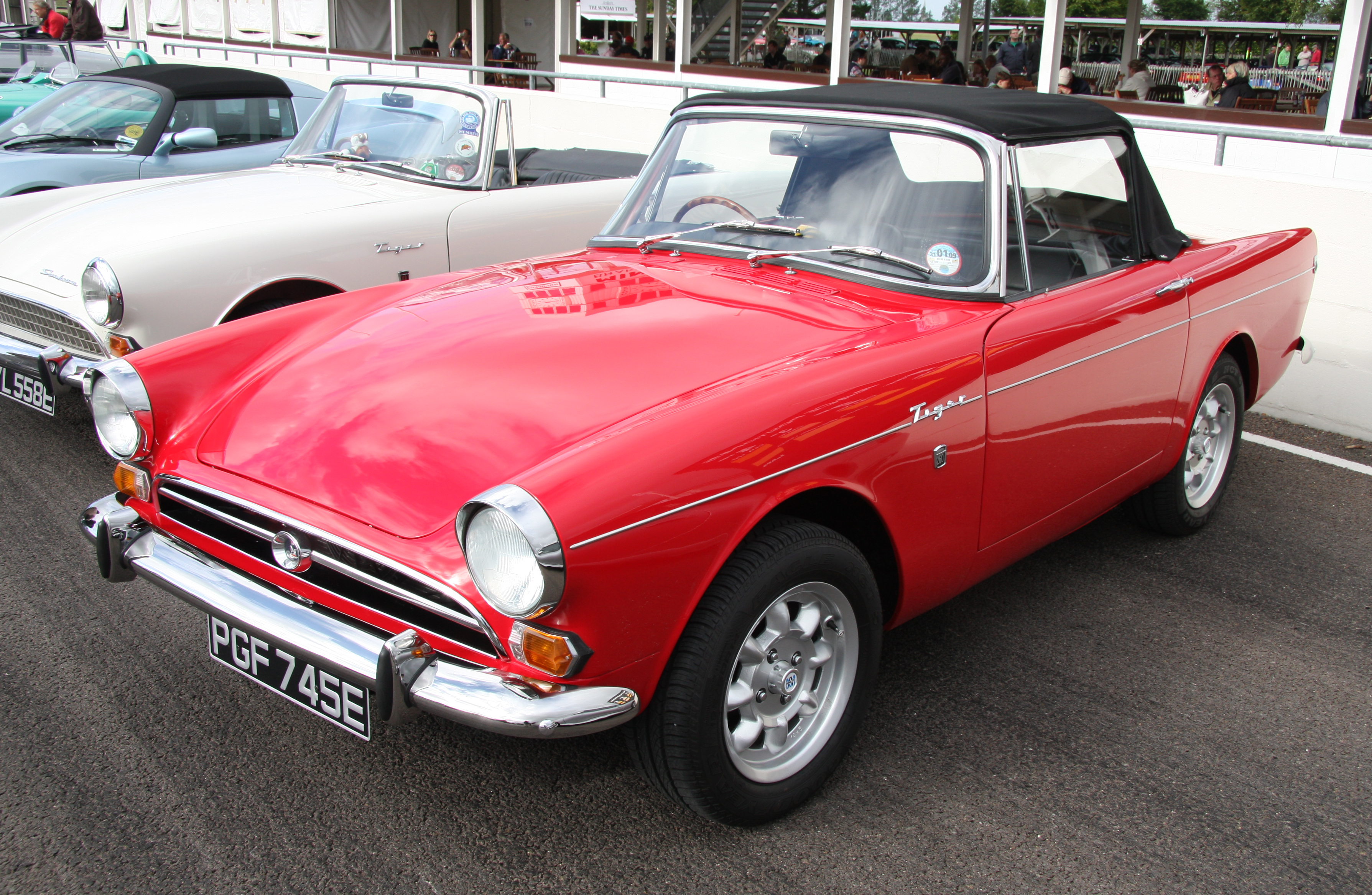
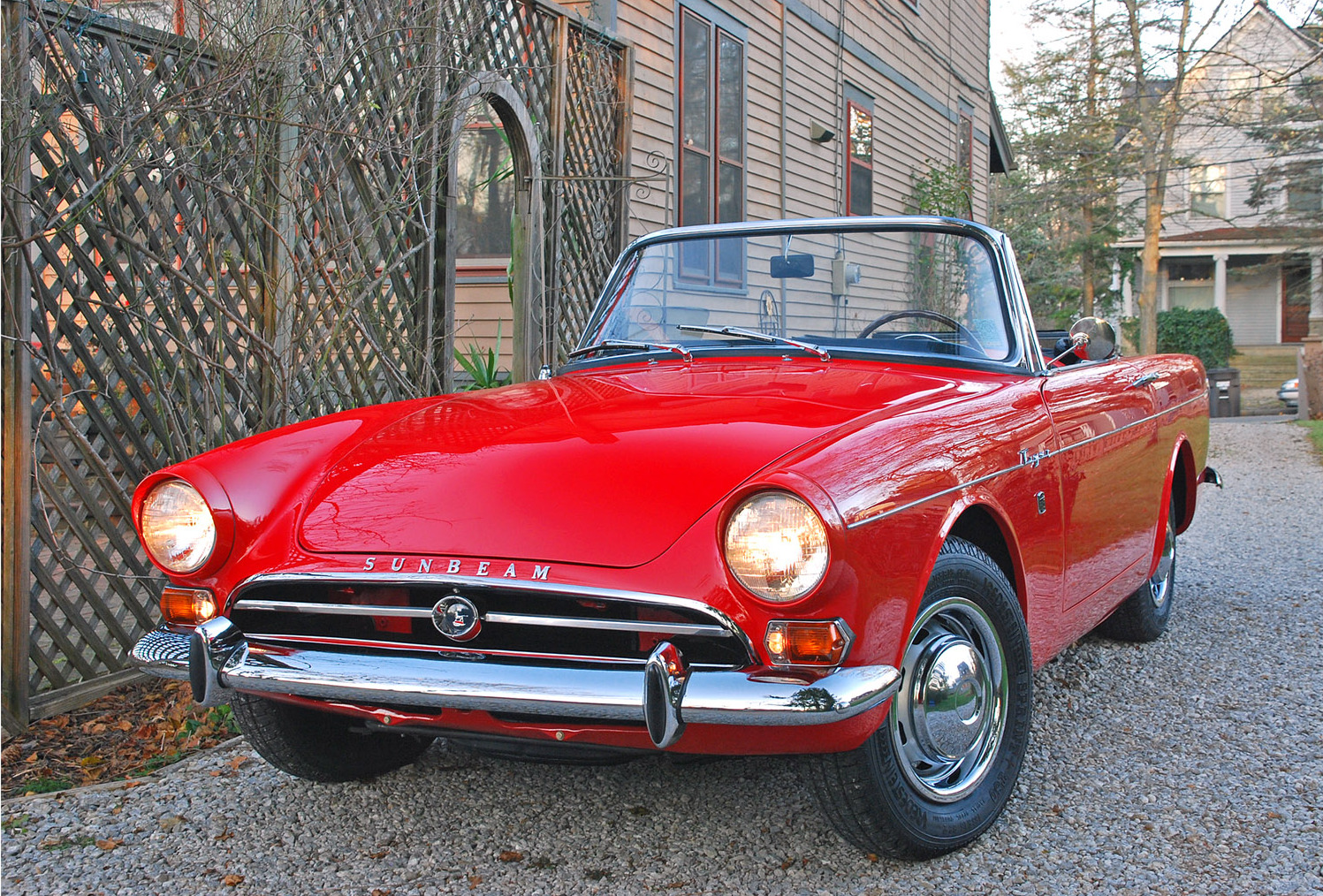
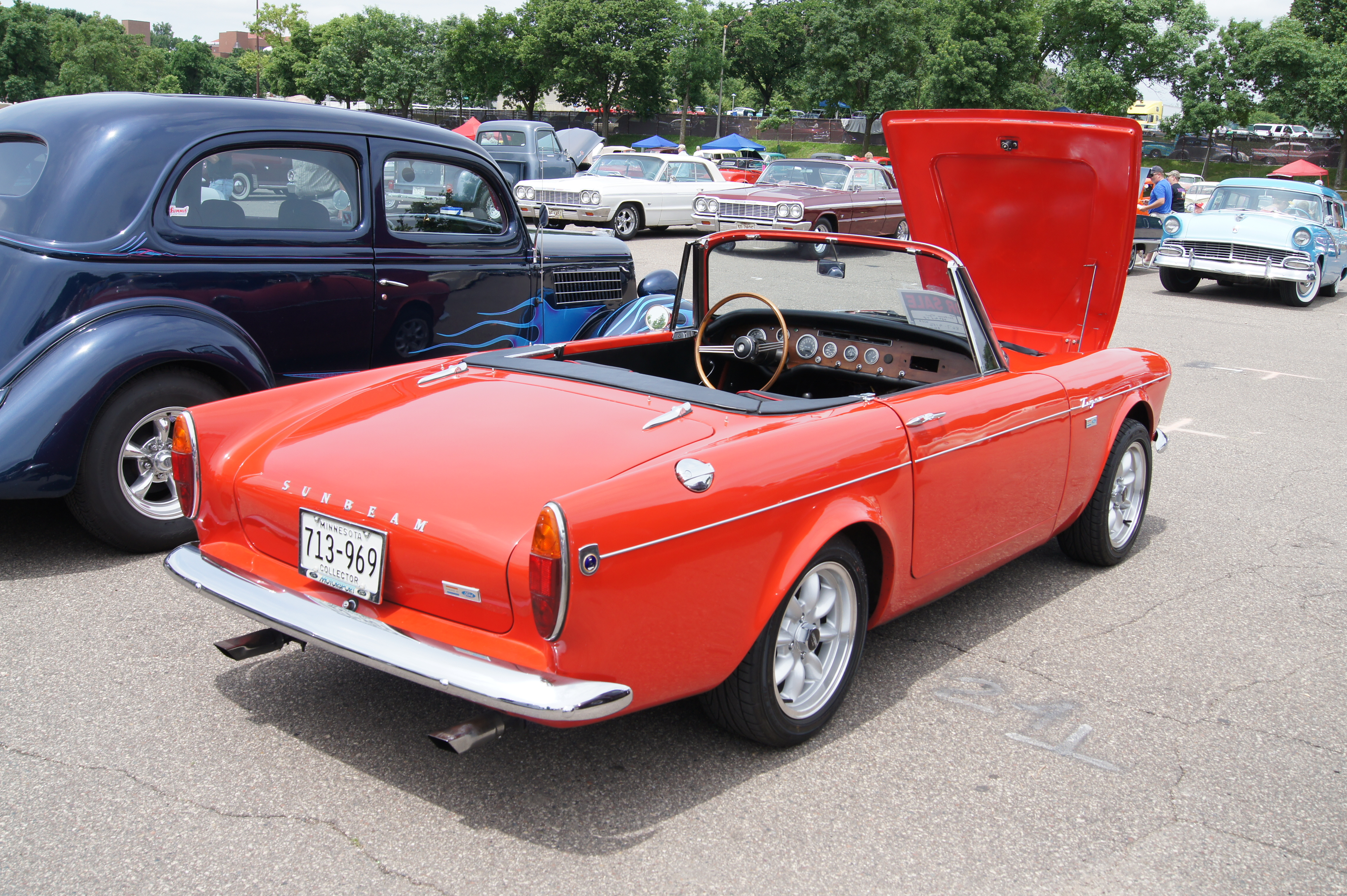

La carrosserie des Sunbeam Alpine de 1959, du designer Raymond Loewy, est inspirée entre autres des Ford Thunderbird I (1955), Renault Floride et Caravelle (1958), Triumph TR4 (1961), Triumph Spitfire (1962), ou MGB (1962)...
Carroll Shelby motorise ce modèle avec un moteur V8 de Ford Mustang I de 4,2 L de cylindrée de 164 ch (Ford small block engine (en)) avec lequel il a déjà motorisé avec succès ses premières AC Cobra (1962), et Shelby Cobra Daytona Coupé (1964), avec une consommation de près de 15 L/100 km.

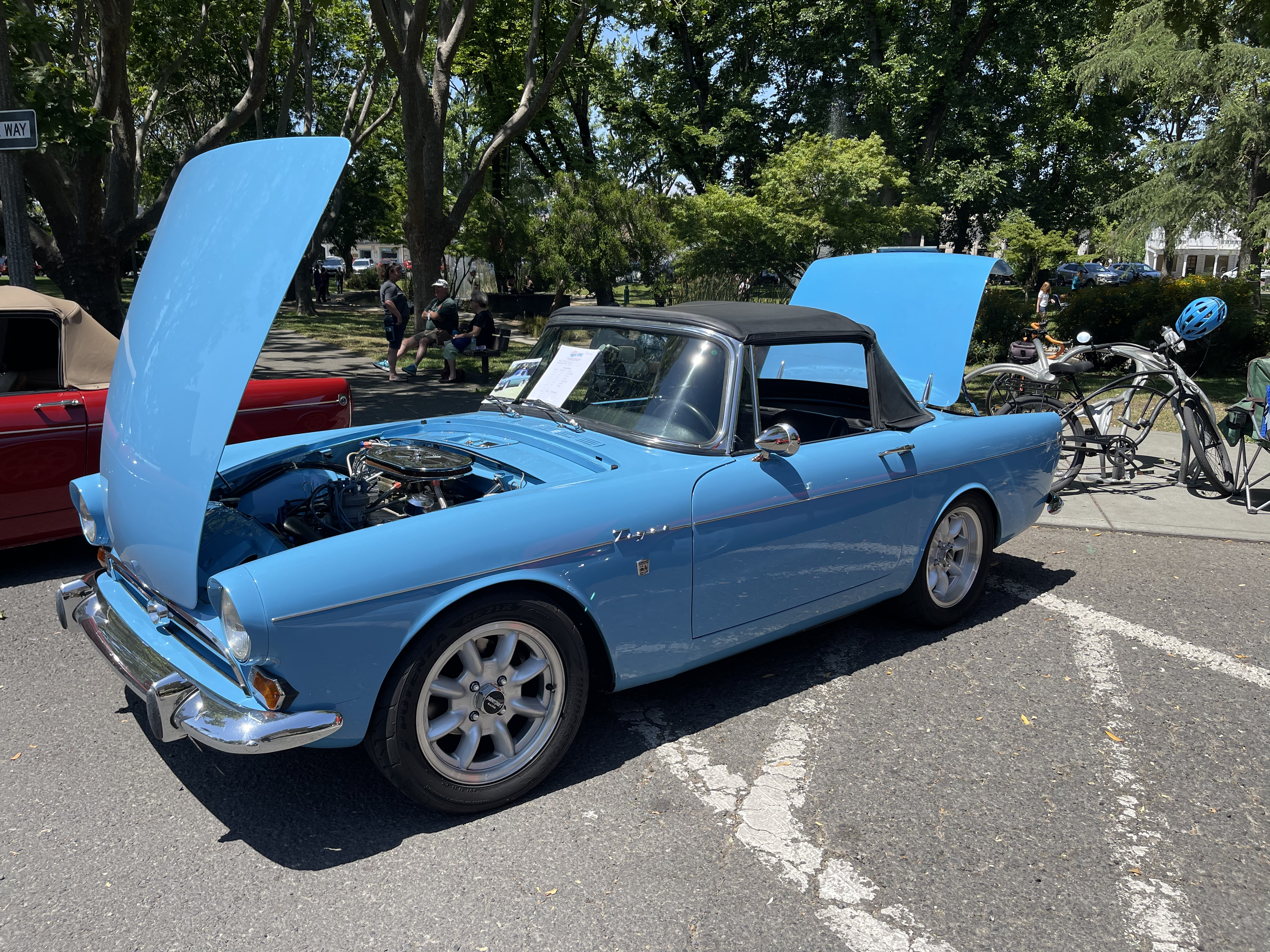
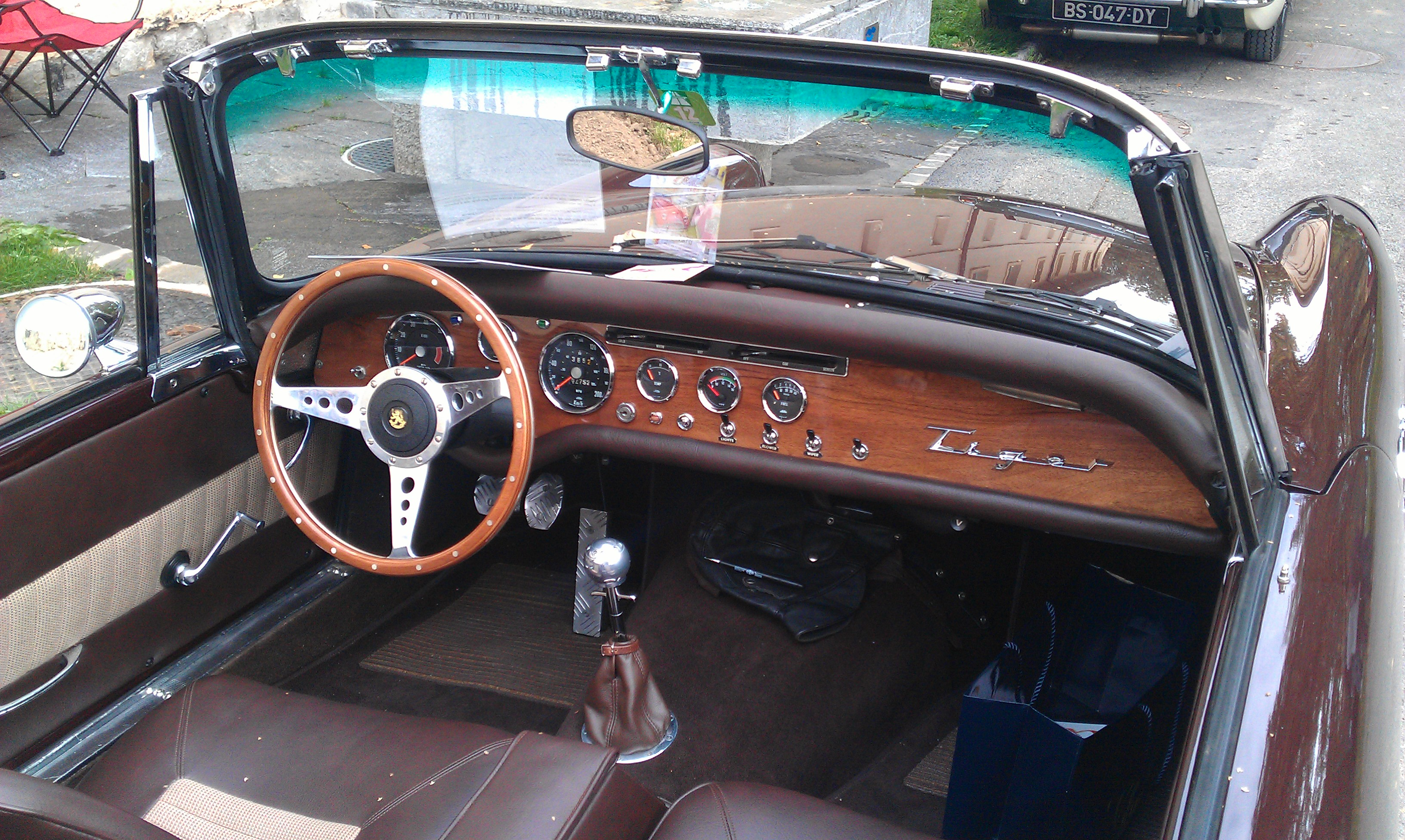
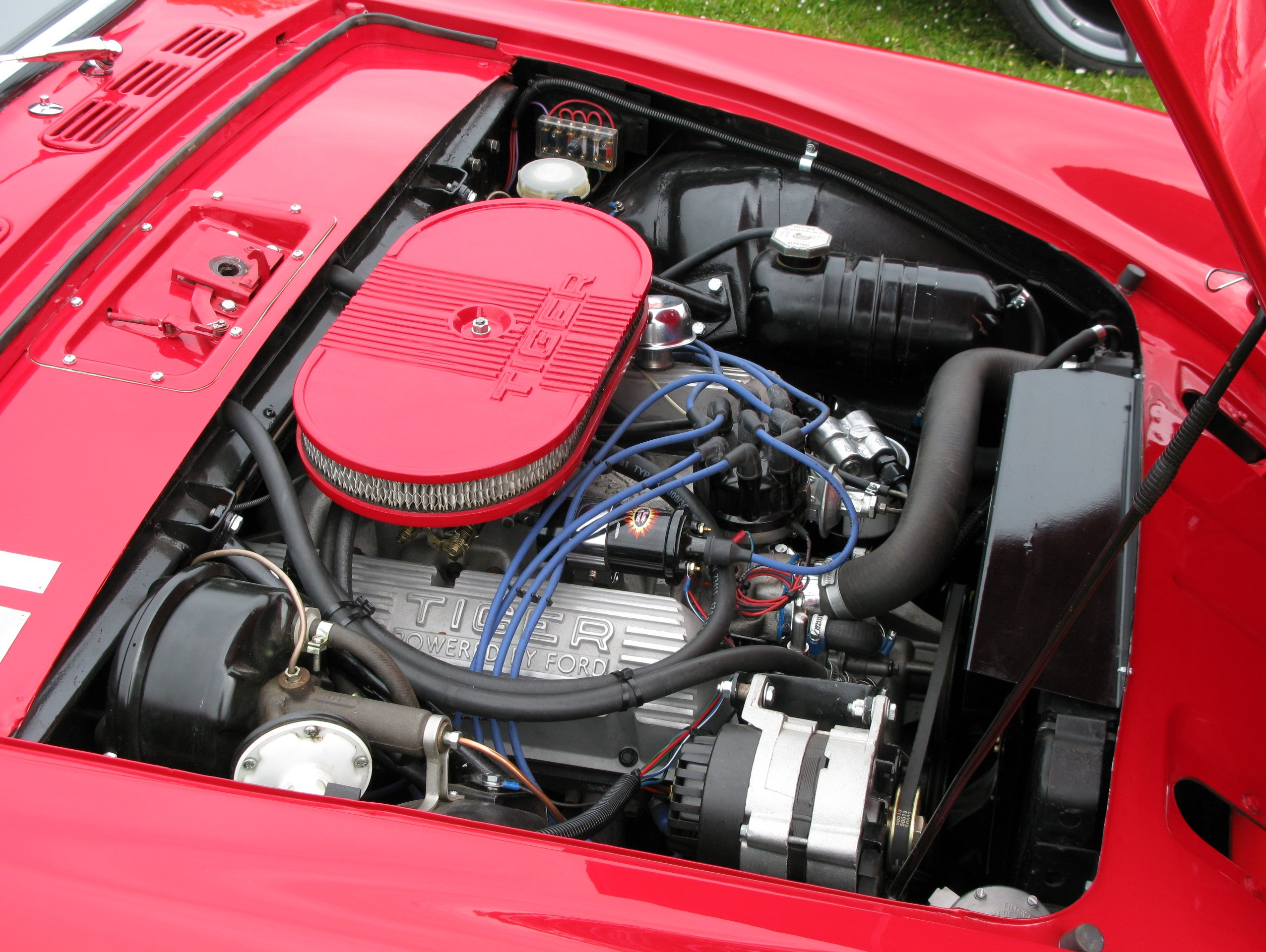

Elle est fabriquée en Angleterre par Jensen Motors de West Bromwich, en reprenant le nom des Sunbeam Tiger (1925) (en) (record de vitesse terrestre de 245,15 km/h en 1926) et commercialisée à partir d'avril 1964 (en même temps que la Ford Mustang I) à 7 085 exemplaires toutes versions confondues. Une Sunbeam Alpine Mk II Sport contribue à son succès en tant que première voiture de James Bond 007 du 1er film James Bond 007 contre Dr No de 1962, avec Sean Connery dans le rôle de James Bond.
Quelques améliorations sont apportées avec le temps, telles qu'une direction à billes changée contre un système à crémaillère, un essieu arrière Salisbury, un radiateur à double échangeur...
Carroll Shelby (victorieux des 24 Heures du Mans 1959 sur Aston Martin DBR1/300) entre dans la légende des 24 Heures du Mans en remportant les 24 Heures du Mans 1966 (triplé), 1967, 1968, et 1969 avec ses Ford GT40 motorisées avec des versions 7 L et 4.9 L de cylindrée de ce moteur V8 Ford. 
Une version Sunbeam Tiger Mk II est commercialisée en 1967 (année du restylage des Ford Mustang) spécialement destinée à l'export, avec un moteur de 4,7 L de 200 ch de Shelby GT 350 (1965), et Ford GT40 (1965). À la suite du rachat de la marque par Chrysler, la production de ce modèle à moteur Ford est abandonnée en 1967.

## Versions
- 1964 à 1967 : Sunbeam Tiger Mk I, moteur V8 Ford de 4,2 L de 164 ch (6 549 exemplaires).
- 1967 à 1967 : Sunbeam Tiger Mk II, moteur V8 Ford de 4,7 L de 200 ch (536 exemplaires).

## Compétition

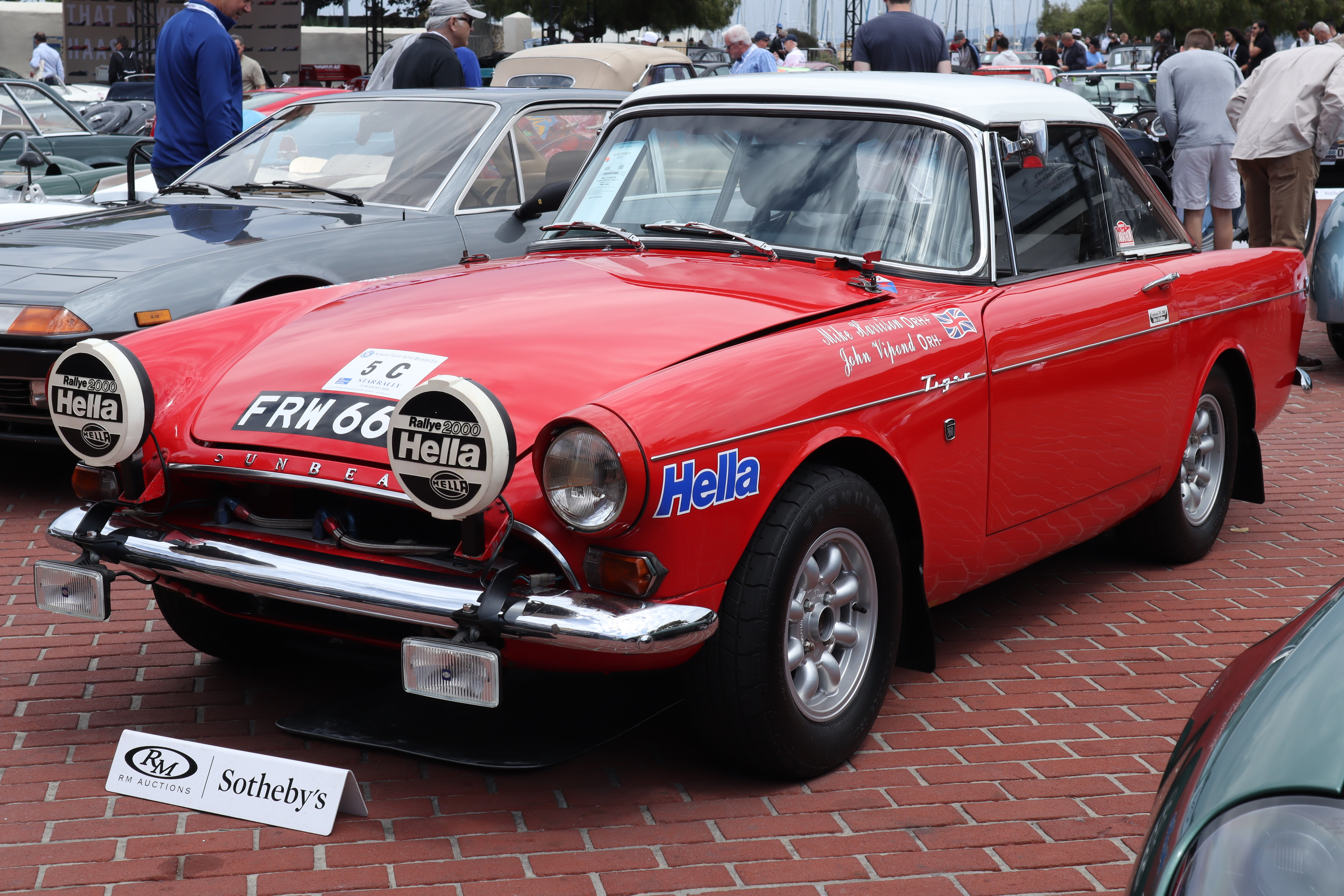
Sunbeam Tiger du Rallye de Monte-Carlo 1966

La Sunbeam Tiger participe à quelques compétitions, face à des AC Cobra, Shelby Cobra Daytona Coupé, ou Ford GT40 de Carroll Shelby, dont : 
- 1964 : 24 Heures du Mans 1964 (Tiger Le Mans) abandon[10]
- 1966 : 24 Heures de Daytona 1966 : abandon
- 1966 : Rallye de Monte-Carlo : 4e [11]

## Cinéma et télévision
- 1962 : James Bond 007 contre Dr No, de Terence Young, avec Sean Connery dans le rôle de James Bond, Sunbeam Alpine Mk II Sport (liste des véhicules de James Bond)[7].
- 1965 : Max la Menace (série télévisée), Sunbeam Alpine.
- 2019 : Le Mans 66, de James Mangold, avec Matt Damon dans le rôle de Carroll Shelby, Ford GT40 Mk II V8 de 7 L[12].